# Modrzewie (województwo dolnośląskie)
Modrzewie – wieś w Polsce położona w województwie dolnośląskim, w powiecie lwóweckim, w gminie Wleń.
Wieś położona jest na południu Polski położone pomiędzy wzniesieniami Gór Kaczawskich: Górą Tarczynką (422 m n.p.m.), Leśnik (486 m n.p.m.) a Kobylicą (321 m n.p.m.) nad potokiem Modrzewka. Leży w granicach Parku Krajobrazowego Doliny Bobru.

## Podział administracyjny
W latach 1975–1998 miejscowość administracyjnie należała do województwa jeleniogórskiego.